# Nontronh
Nontron (Nontronh en occità) és un municipi situat al departament de la Dordonya, a la regió de la Nova Aquitània. Pertany a la regió històrica del Perigord verd i està situat dins de la vall del riu Bandiat. La vila està construïda sobre granit i forma part del Parc Natural del Perigord-Llemosí. Se situa a una distància quasi igual de Perigús, Llemotges i Angulema.

## Demografia
| 1962                                       | 1968  | 1975  | 1982  | 1990  | 1999  | 2007  |
| ------------------------------------------ | ----- | ----- | ----- | ----- | ----- | ----- |
| 3.593                                      | 3.792 | 3.954 | 3.850 | 3.558 | 3.498 | 3.458 |
| Des de 1962: població sense dobles comptes |       |       |       |       |       |       |

## Administració
| Període   | Identitat      | Partit |
| --------- | -------------- | ------ |
| 1953-1977 | Henri Laforest | PRG    |
| 1977-1995 | René Join      | PS     |
| 1995-     | Pierre Giry    | UMP    |